# نازاریتسا
نازاریتسا (به صربی: Nazarica) یک منطقهٔ مسکونی در صربستان است که در بوسیلگراد واقع شده‌است. نازاریتسا ۷۶ نفر جمعیت دارد.